# سارقو التابوت الضائع (فلم)
سارقو التابوت الضائع (بالإنجليزية: Raiders of the Lost Ark) وتنطق (رايدرز أوف ذا لاست أرك)، هو فيلم إثارة ومغامرة أمريكي وهو من أوائل أفلام سلسلة إنديانا جونز، أنتج عام 1981م، من بطولة الممثل الأمريكي هاريسون فورد والممثلة كارين ألين.

## بطولة
- هاريسون فورد
- كارين ألين
- جون رايز-ديفيس
- دنهولم إليوت

## قصة الفيلم
وقعت أحداث الفيلم في عام 1936 ، خلال التوسع النازي. ينغمس أدولف هتلر في البحث عن تابوت العهد الذي يضم الوصايا العشر و الذي يمكنه وفقًا للأسطورة من خلال قوى خارقة للطبيعة ،القضاء على جيوشا بأكملها.
تريد حكومة الولايات المتحدة العثور على التابوت قبل هتلر ولذلك قرروا إرسال دكتور هنري جونز (إنديانا جونز)، أستاذ علم الآثار، إلى مصر القديمة لجلب التابوت.

## الميزانية والإيرادات
بلغت تكلفة إنتاج الفيلم حوالي 18 مليون دولار بينما حقق أرباحا تقدر بـ 389,925,971 دولار.

## وصلات خارجية
- IndianaJones.com الموقع الرسمي للفيلم إنديانا جونز
- مقالات تستعمل روابط فنية بلا صلة مع ويكي بيانات